# HeartCatch PreCure!
 (août 2024).
La mise en forme du texte ne suit pas les recommandations de Wikipédia : il faut le « wikifier ».
Les points d'amélioration suivants sont les cas les plus fréquents. Le détail des points à revoir est peut-être précisé sur la page de discussion.
- Les titres sont pré-formatés par le logiciel. Ils ne sont ni en capitales, ni en gras.
- Le texte ne doit pas être écrit en capitales (les noms de famille non plus), ni en gras, ni en italique, ni en « petit »…
- Le gras n'est utilisé que pour surligner le titre de l'article dans l'introduction, une seule fois.
- L'italique est rarement utilisé : mots en langue étrangère, titres d'œuvres, noms de bateaux, etc.
- Les citations ne sont pas en italique mais en corps de texte normal. Elles sont entourées par des guillemets français : « et ».
- Les listes à puces sont à éviter, des paragraphes rédigés étant largement préférés. Les tableaux sont à réserver à la présentation de données structurées (résultats, etc.).
- Les appels de note de bas de page (petits chiffres en exposant, introduits par l'outil «  Source ») sont à placer entre la fin de phrase et le point final[comme ça].
- Les liens internes (vers d'autres articles de Wikipédia) sont à choisir avec parcimonie. Créez des liens vers des articles approfondissant le sujet. Les termes génériques sans rapport avec le sujet sont à éviter, ainsi que les répétitions de liens vers un même terme.
- Les liens externes sont à placer uniquement dans une section « Liens externes », à la fin de l'article. Ces liens sont à choisir avec parcimonie suivant les règles définies. Si un lien sert de source à l'article, son insertion dans le texte est à faire par les notes de bas de page.
- La présentation des références doit suivre les conventions bibliographiques. Il est recommandé d'utiliser les modèles {{Ouvrage}}, {{Chapitre}}, {{Article}}, {{Lien web}} et/ou {{Bibliographie}}. Le mode d'édition visuel peut mettre en forme automatiquement les références.
- Insérer une infobox (cadre d'informations à droite) n'est pas obligatoire pour parachever la mise en page.

Pour une aide détaillée, merci de consulter Aide:Wikification.
Si vous pensez que ces points ont été résolus, vous pouvez retirer ce bandeau et améliorer la mise en forme d'un autre article.
HeartCatch PreCure! (ハートキャッチプリキュア！, Hātokyacchi Purikyua!) est une série d'animation japonaise d'Izumi Tōdō. Cette série est la 7e série de la franchise Pretty Cure, mettant en avant la cinquième génération de Cures. Produite par Toei Animation, la série est réalisée par Tatsuya Nagamine et écrite par Takashi Yamada, avec des character design de Yoshihiko Umakoshi.
Elle est initialement diffusée sur les chaines télévisées japonaises du réseau de TV Asahi dont ABC entre le 7 février 2010 et le 30 janvier 2011, succédant à Fresh Pretty Cure! dans son créneau horaire initial, et est remplacée par Suite PreCure♪.
La série a deux thèmes principaux. L'un est la mode, qui est référencée lorsque Tsubomi rejoint le club de mode, tandis que le deuxième est le langage des fleurs auquel la plupart des épisodes contiennent au moins une référence. Les principaux motifs des Cures sont liés à la fois aux fleurs et à la nature, qui sont prédominants dans la dénomination de nombreux personnages et objets, ainsi que dans le scénario principal.

## Synopsis
Cure Moonlight, la protectrice de l'Arbre des Cœurs vient d'être battue par Dark Precure qui lui a pris un morceau de sa graine de precure. Shypre et Coffret sont chargés de trouver de nouvelles PreCure.
Tsubomi est une jeune fille, de nature timide, qui vient de déménager. Tsubomi a vu en rêve le combat final de Cure Moonlight. Elle intègre donc un nouveau collège et croit qu'elle va changer sa nature. Cependant dans sa classe, elle y rencontre une jeune fille extravertie et attirée par la mode : Erika. Les deux collégiennes ne vont tarder à se lier d'amitié. Mais voilà que deux petites fées Shypre et Coffret arrivent dans leur monde et font d'elles des Pretty Cure. Elles devront dès lors combattre les Apôtres du Désert qui veulent nuire à l'Arbre des Cœurs.

## Personnages

### Pretty Cures et les aliés
- Tsubomi Hanasaki (花咲 つぼみ, Hanasaki Tsubomi?) / Cure Blossom (キュアブロッサム, Kyua Burossamu?)

Tsubomi est une jeune fille de quatorze ans introvertie et très timide qui vient de déménager chez sa grand-mère, une célèbre botaniste. Ses parents sont fleuristes. Elle cherche à changer de personnalité et s'affirmer mais elle échoue à chaque tentative. Puis elle se liera d'amitié avec Erika, qui est aussi sa voisine. Première Precure à se transformer lors du combat contre un Desertrian (combinaison de la fleur du cœur de Erika et d'une poupée). Sa couleur de thème est rose.
Sa phrase d'introduction est : « La fleur qui pousse par-delà la terre. Cure Blossom ! » (大地に咲く一輪の花、キュアブロッサム!, Daichi ni saku ichirin no hana, Kyua Burossamu!)
- Erika Kurumi (来海 えりか, Kurumi Erika?) / Cure Marine (キュアマリン, Kyua Marin?)

Erika est la deuxième Precure après Tsubomi, et le premier personnage à s'être transformé en desatorian dû à sa jalousie pour sa sœur, qu'elle surnomme Momone. Contrairement à Tsubomi, elle est très extravertie. Sa mère tient une boutique de vêtements, son père est photographe, et sa grande sœur est un modèle en vogue. Elle est aussi la présidente du club de mode dont fait partie Tsubomi. Sa couleur de thème est bleu.
Sa phrase d'introduction est : « La fleur qui danse avec les vents marins. Cure Marine ! » (海風に揺れる一輪の花、キュアマリン!, Umikaze ni yureru ichirin no hana, Kyua Marīn!)
- Yuri Tsukikage (月影 ゆり, Tsukikage Yuri?) / Cure Moonlight (キュアムーンライト, Kyua Mūnraito?)

Depuis qu'elle a perdu ses pouvoirs de Precure, elle se désintéresse du sort de l'Arbre des Cœurs, elle semble être amie avec Momoka la sœur d'Erika. Grâce aux retrouvailles de l'esprit de Cologne, elle retrouve ses pouvoirs de Precure avec le Kokoropot et les Graines des Cœurs. Sa couleur de thème est violet.
Sa phrase d'introduction est : : « La fleur illuminée par la lumière de la pleine lune. Cure Moonlight ! » (月光に冴える一輪の花、キュアムーンライト!, Gekkō ni saeru ichirin no hana, Kyua Mūnraito!)
- Itsuki Myōdōin (明堂院 いつき, Myōdōin Itsuki?) / Cure Sunshine (キュアサンシャイン, Kyua Sanshain?)

Itsuki est la troisième Precure à se transformer. Elle est aussi la présidente du conseil des élèves et la petite fille du directeur du dojo Myōdōin. Apparaissant au début comme un garçon gentil, beau et athlétique avec une attitude princière qui attire beaucoup les filles, même Tsubomi jusqu'à ce qu'elle découvre qu'Itsuki est en fait une fille ; Itsuki agissait comme un garçon parce qu'elle devait remplacer son grand frère malade comme héritière du dojo Myōdōin. Malgré ses efforts, elle a conservé un amour maladif pour les choses mignonnes et adorables. Elle finit par être honnête avec ce qu'elle aime, et reprend plus tard une apparence de fille et rejoint le club de mode d'Erika et Tsubomi. Sa couleur de thème est jaune.
Sa phrase d'introduction est : « La fleur qui baigne dans la lumière du soleil. Cure Sunshine ! » (陽の光浴びる一輪の花、キュアサンシャイン!, Hi no hikari abiru ichirin no hana, Kyua Sanshain!)
- Chypre (シプレ, Shipure?)

Une fée qui protège l'Arbre des Cœurs. Afin de le sauver du danger, elle est venue chercher les Pretty Cure, les guerrières légendaires choisies par l'Arbre. Elle donne à Tsubomi la graine de Pretty Cure afin d'activer son parfum de cœur, lui permettant de se transformer en Cure Blossom. Elle se déguise souvent en animal en peluche. Elle a le pouvoir de donner naissance des graines du cœur. Chypre a un caractère doux et calme contrairement à Coffret. Elle se comporte souvent comme une grande sœur pour Tsubomi. Elle porte le nom de la famille des parfums floraux, chypre.
- Coffret (コフレ, Kofure?)

Tout comme Chypre, il est une fée qui protège l'Arbre des Cœurs. Il est celui qui a donné à Erika la graine du cœur lui permettant de se transformer en Cure Marine. Son nom est issu du français.
- Potpourri (ポプリ, Popuri?)

C'est la fée de Cure Sunshine alias Itsuki, elle est née après les autres lorsque l'Arbre des Cœurs a repris des forces. Elle a un pouvoir de protection. Son nom vient du terme pot-pourri.
- Cologne (コロン, Koron?)

C'est la fée de Cure Moonlight alias Yuri, il est la plus mature des fées mis à part Coupé. Il décède après avoir protégé Cure Moonlight d'une attaque du professeur Sabaku.
- Maître Coupé (コッペ様, Koppe-sama?)

La fée de Cure Flower, malgré son apparence d'idiot, il est très respecté des autres fées qui souhaitent lui ressembler. On sait peu de choses sur lui, et apparaît lorsque les Precures sont en danger. Il ressemble au grand-père de Tsubomi, au cours de l'histoire, on découvre qu'il est en fait Coupé et qu'il prend cette forme pour rester auprès de la grand-mère de Tsubomi.
- Kaoruko Hanasaki (花咲 薫子, Hanasaki Kaoruko?) / Cure Flower (キュアフラワー, Kyua Furawā?)

C'est la grand-mère de Tsubomi et ancienne Precure, elle tient aujourd'hui un jardin botanique.

### Apôtre du Désert
- Dune, le Roi du désert (砂漠王 デューン, Sabaku-ō Dyūn?)

- Professeur Sabaku (サバーク博士, Sabāku Hakase?)

- Dark Precure (ダークプリキュア, Dāku Purikyua?)

Elle a été créée pour anéantir les Precure. Elle ressemble fortement à Cure Moonlight et est en réalité sa sœur dont sa forme de Dark Precure a été créée par le professeur Sabaku.
- Sasorina (サソリーナ, Sasorīna?)

Première apôtre du désert que l'on voie, elle contrôle ses cheveux.
- Kumojacky (クモジャキー, Kumojakī?)

C'est un apôtre du désert et il veut toujours accroître sa force.
- Cobraja (コブラージャ, Koburāja?)

Un des apôtre du désert, il est obsédé par son physique.
- Desert Devil (デザートデビル, Dezātodebiru?)

- Desertrian (デザトリアン, Dezatorian?)

Monstre né de la fusion d'une fleur du cœur et d'un objet et exprime la cause pour laquelle celle-ci fane.
- Sunacky (スナッキー, Sunakkī?)

### Autres
- Mizuki Hanasaki (花咲 みずき, Hanasaki Mizuki?)

- Yōichi Hanasaki (花咲 陽一, Hanasaki Yōichi?)

- Sora Hanasaki (花咲 空, Hanasaki Sora?)

- Momoka Kurumi (来海 ももか, Kurumi Momoka?)

Momoka est la grande sœur d'Erika. Cette dernière en est jalouse, et la surnomme « Momone ».
- Ryūnosuke Kurumi (来海 流之助, Kurumi Ryūnosuke?)

- Sakura Kurumi (来海 さくら, Kurumi Sakura?)

- Satsuki Myōdōin (明堂院 さつき, Myōdōin Satsuki?)

- Gentarō Myōdōin (明堂院 厳太郎, Myōdōin Gentarō?)

- Tsubaki Myōdōin (明堂院 つばき, Myōdōin Tsubaki?)

- Haruna Tsukikage (月影 春菜, Tsukikage Haruna?)

- Nanami Shiku (志久 ななみ, Nanami Shiku?)

- Tatsuya Ozuka (大塚 たつや, Ozuka Tatsuya?)

- Naomi Sawai (沢井 なおみ, Sawai Naomi?)

- Rumiko Kuroda (黒田 るみこ, Kuroda Rumiko?) et Toshiko Sakuma (佐久間 としこ, Sakuma Toshiko?)

- Kanae Tada (多田 かなえ, Tada Kanae?)

Une collégienne photographe.
- Sayaka Uejima (上島さやか, Uejima Sayaka?)

- Kenji Ban (番 ケンジ, Ban Kenji?)

Un collégien qui rêvant d'être mangaka.
- Mlle Tsurusaki (鶴崎先生?)

## Distribution[1]

### Voix originales
- Nana Mizuki : Tsubomi Hanasaki/Cure Blossom
- Fumie Mizusawa : Erika Kurumi/Cure Marine
- Aya Hisakawa : Yuri Tsukikage/Cure Moonlight
- Houko Kuwashima : Itsuki Myōdōin/Cure Sunshine
- Eiji Takemoto : Kumojacky
- Hikaru Midorikawa : Dune
- Hirofumi Nojima : Cobraja
- Kokoro Kikuchi : Potpourri
- Minami Takayama : Dark Precure
- Motoko Kumai : Coffret
- Taeko Kawata : Shypre
- Taiten Kusunoki : Professeur Sabaaku
- Urara Takano : Sasorina
- Ai Orikasa : Yuuki Hayashi (ép 29)
- Akeno Watanabe : Sayaka
- Akira Ishida : Cologne
- Atsuko Yuya : Tsubaki Myōdōin
- Aya Ikeda : Aya Ikeda (ép 36)
- Chado Horii : Kazuya Yoshida (ép 4),  Ramen Banchou (ép 18)
- Chika Sakamoto : Cure Flower, Kaoruko Godai (ép 27) et Kaoruko Hanasaki
- Daisuke Ono : Daiki (ép 3)
- Daisuke Sakaguchi : Hideo Saitani (ép 31)
- Fumihiko Tachiki : Masakazu Harano (ép 17)
- Fumiko Orikasa : Azusa Takagishi
- Hiroki Takahashi : Yūto Toshioka (ép 12)
- Hiroko Ushida : Tsuruzaki
- Hiroshi Naka : Gentarō Myōdōin
- Hyousei : Sakura Kurumi
- Kazunari Kojima : Banchou (ép 27) et Samurai Banchou (ép 18)
- Kazunari Tanaka : Masahiro Harano (ép 17)
- Keiichi Sonobe : Masajirō Harano (ép 17)
- Kenyuu Horiuchi : Coppé (ép 32) et Sora Hanasaki (ép 27)
- Kikuko Inoue : Keiko Ban (ép 18)
- Kōichi Tōchika : Ryūnosuke Kurumi
- Kouzou Douzaka : Obancho (ép 18)

- Makoto Tsumura : Yoshito Sakai
- Masahiko Tanaka : Tadashi Horiuchi (ép 19)
- Masami Suzuki : Gou Sugiyama (ép 35)
- Mayu Kudō : Mayu Kudou (ép 36)
- Megumi Urawa : Hayato
- Mie Sonozaki : Mitsuru Nakano (ép 27)
- Miki Nagasawa : Masato Sakai
- Naoki Mizutani : Tatsuya Ozuka
- Nobuaki Kanemitsu : Yōichi Hanasaki
- Noriko Shitaya : Kasumi (ép 43)
- Rei Sakuma : Haruna Tsukikage (ép 13)
- Reiko Kiuchi : Miura Akira
- Ryō Iwasaki : Yasuhiko Kaga (ép 4)
- Ryō Naitō : Kazumi Satou (ép 40)
- Ryoko Shiraishi : Aya Mizushima
- Ryōtarō Okiayu : Kenji Ban
- Sachiko Kojima : Kanae Tada
- Sakiko Tamagawa : Rumi Shiku
- Sayaka Narita : Kyōko Matsumoto (ép 21)
- Seiko Yoshida : Toshiko Sakuma
- Shiho Hisajima : Satsuki (voix enfant 7 ans, ép 23) et Mao Ogasawara (ép 4)
- Shizuka Itō : Momoka Kurumi
- Susumu Chiba : Obata (ép 9)
- Tomo Adachi : Ayumi Kumazawa (ép 4) et Chizuko Harano (ép 17)
- Tomoaki Maeno : Satsuki Myōdōin
- Wakana Yamazaki : Aki Horiuchi (ép 19)
- Yōko Asada : Ms. Noriko (ép 41) et Risa Shibata (ép 12)
- Yōko Katō : Mizuki Hanasaki
- Yukiyo Fujii : Nanami Shiku
- Yūko Katō : Mizuki Hanasaki
- Yūko Minaguchi : Haruka
- Yumi Kakazu : Karin Tsuyuki (ép 20)
- Yumiko Kobayashi : Hiroto (ép 15)
- Yuri Amano : Mayuka (ép 44)

- Voix additionnelles : Aiko Iwamura, Ami Michizoe, Chado Horii, Hiromi Igarashi, Hiromi Tsuru, Kaoru Morota, Kazunari Kojima, Mai Fuchigami, Ryō Iwasaki, Ryōko Hikida, Sanae Kobayashi, Satoshi Taki, Shingo Onitsuka, Shinya Hamazoe, Takanori Hoshino, Takashi Matsuyama, Takashi Oohara, Takuya Satō, Tomo Adachi, Tomoko Kaneda, Tōru Nara, Youhei Oobayashi, Yuka Imai, Yukiko Hanioka, Yukiyo Fujii

## Chansons
- Opening : "Alright! Heartcatch Precure!" de Aya Ikeda
- Ending 1 : "Heartcatch Paradise! (ハートキャッチ☆パラダイス！)" de Mayu Kudō (éps 1 à 24)
- Ending 2 : "Song of Tomorrow" (あしたのうた) de Mayu Kudo (éps 25 à 49)

### Insert songs
- "Special*Colorful" de Fumie Mizusawa (Erika Kurumi) (ép 19)
- "Tsu. Bo. Mi ~Future Flower~" de Nana Mizuki (Tsubomi Hanasaki) (ép 24)
- "Heart Goes On" de Aya Ikeda et Mayu Kudo (ép 38)

## Production et diffusion
La première mention de HeartCatch PreCure! figure le dépôt de demandes de marque en date du 8 octobre 2009, rendues publiques sur la page internet de l'Office des brevets du Japon le 5 novembre 2009 ; un prospectus de Bandai confirme dans le mois que la société se prépare à vendre des accessoires dérivés de ce nouveau projet Pretty Cure de 2010.
La série est officialisée par Toei Animation et TV Asahi fin novembre 2009. Pour la production de HeartCatch PreCure!, l'équipe de planification reste quasiment identique à la précédente série dont on retrouve Atsutoshi Umezawa, producteur de Toei Animation ; le personnel est toutefois renouvelé par celui de l'équipe principal ayant produit la série Ojamajo Doremi, qui a été diffusée dans la même tranche horaire par le passé, avec notamment Yoshihiko Umakoshi, crédité en tant que character designer, et Takashi Yamada pour les principaux scripts du scénario. Concernant cette sélection du personnel, il s'agit à la fois d'un choix du réalisateur de la série Tatsuya Nagamine, qui a également fait ses débuts en tant que réalisateur dans Ojamajo Doremi, d'être entouré d'un personnel dont il avait confiance mais aussi avec l'intention « pour les enfants d'aujourd'hui qui ne connaissent pas “Doremi”, d'apporter un vent de fraîcheur pour “Precure” ». Yasuharu Takanashi continue de composer la bande originale pour la série, remplaçant le compositeur historique de la franchise Naoki Satō depuis sa dernière participation Yes! PreCure 5 Go Go.
La série d'animation est diffusée au Japon sur TV Asahi et ABC à partir du 7 février 2010 à 8 h 30, en remplacement de Fresh Pretty Cure! ; le 49e et dernier épisode est diffusé le 30 janvier 2011, suivi la semaine suivante par Suite PreCure♪.
Toei Animation avait pour projet de lancer la franchise Pretty Cure en France vers 2011 avec Yes! PreCure 5 et cette série mais la société a plus tard abandonné cette idée car n'ayant pas trouvé de preneur parmi les chaines de télévision pour diffuser les séries,.
Le générique de début utilise la chanson Alright! HeartCatch PreCure! (Alright!ハートキャッチプリキュア!, Alright! Hātokyatchi Purikyua) qui est interprétée par Aya Ikeda. Maya Kudō interprète les deux chansons des génériques de fin, HeartCatch☆Paradise! (ハートキャッチ☆パラダイス!) et Tomorrow Song ~Ashita no uta~ (Tomorrow Song ～あしたのうた～), respectivement utilisés dans les 24 premiers épisodes pour le premier tandis que le second est employé pour le reste de la série.

## Épisodes
|    | Titre français                            | Titre japonais                                          | Dates de diffusion japonaise |
| -- | ----------------------------------------- | ------------------------------------------------------- | ---------------------------- |
| 1  | L'éveil de Cure Blossom                   | 私、変わります！ 変わって見せます！！                   | 7 février 2010               |
| 2  | Les secrets de grand-mère Kaoruko         | 私って史上最弱の プリキュアですか??                     | 14 février 2010              |
| 3  | Cure Marine entre en scène!               | 2人目のプリキュアは やる気まんまんです！                | 21 février 2010              |
| 4  | La fin du duo?                            | 早くもプリキュアコンビ 解散ですか？                     | 28 février 2010              |
| 5  | Tel père, tel fils                        | 拒否されたラーメン！ 親子の絆なおします！               | 7 mars 2010                  |
| 6  | La journaliste du collège                 | スクープ！プリキュアの 正体ばれちゃいます!?             | 14 mars 2010                 |
| 7  | Le représentant des élèves                | あこがれの生徒会長！ 乙女心はかくせません!!             | 21 mars 2010                 |
| 8  | Les larmes de Momoka                      | カリスマモデルの ため息！って、なぜですか？             | 28 mars 2010                 |
| 9  | Le talent de papa                         | スカウトされたお父さん！ お花屋さんをやめちゃいます!?   | 4 avril 2010                 |
| 10 | Un nouveau danger                         | 最大のピンチ！ ダークプリキュアが現れました！           | 11 avril 2010                |
| 11 | Les frères Kung-fu                        | アチョー!! カンフーでパワーアップします!!               | 18 avril 2010                |
| 12 | La demande en mariage                     | ドッキドキです！ プロポーズ大作戦!!                     | 25 avril 2010                |
| 13 | Cure Moonlight                            | 真実が明かされます！ キュアムーンライトの正体!!         | 2 mai 2010                   |
| 14 | la fête des mères                         | 涙の母の日！ 家族の笑顔守ります!!                       | 9 mai 2010                   |
| 15 | Itsuki et le club de mode                 | なんと！生徒会長が キュートな服着ちゃいます!!           | 16 mai 2010                  |
| 16 | Le défi du club de théâtre                | ライバルはえりか！ 演劇部からの挑戦状です!!             | 23 mai 2010                  |
| 17 | Notre âme de Pretty Cure                  | 認めてくださいっ！ 私たちのプリキュア魂!!               | 30 mai 2010                  |
| 18 | Le guerrier légendaire                    | 最強伝説！ 番長登場、ヨロシクです!!                     | 6 juin 2010                  |
| 19 | Les souvenirs de la fête des pères        | 涙の嫁入り！ 父の日の記念写真です!!                     | 20 juin 2010                 |
| 20 | La troisième fée                          | 第3の妖精！ ポプリはかわいい赤ちゃんです!!              | 27 juin 2010                 |
| 21 | À la recherche de la nouvelle Pretty Cure | 妖精アドベンチャー！ プリキュアスカウト作戦です!!       | 4 juillet 2010               |
| 22 | La troisième Pretty Cure                  | ついに見つけました!! 3人目のプリキュア!!                | 11 juillet 2010              |
| 23 | Voici Cure Sunshine!                      | キュアサンシャイン 誕生ですっ!!                         | 18 juillet 2010              |
| 24 | L'Arbre des Cœurs                         | こころの大樹の危機！ プリキュア、飛びますっ!!           | 25 juillet 2010              |
| 25 | Tous à la plage!                          | 海へゴーです！ いつきウキウキ夏合宿！                   | 1er août 2010                |
| 26 | Les vacances continuent!                  | 勇気を出して！ 友達になるって素敵なんです!!             | 8 août 2010                  |
| 27 | Le premier amour de Cure Flower           | おじいちゃんはイケメンさん？ キュアフラワーの初恋です！ | 15 août 2010                 |
| 28 | Les devoirs de vacances                   | サバーク史上最大の作戦！ 夏休みの宿題終わりません!!     | 22 août 2010                 |
| 29 | la fin de l'été                           | 夏、ラストスパート！ 私のドレスできました!!             | 29 août 2010                 |
| 30 | Potpouri s'enfuit                         | ポプリが家出！ いつき、ボロボロです!!                   | 5 septembre 2010             |
| 31 | Une triste histoire                       | 悲しみの正体!! それは、ゆりさんの妖精でした…            | 12 septembre 2010            |
| 32 | L'objet magique                           | イケメンさんと対決？ そんなの聞いてないです～!!         | 19 septembre 2010            |
| 33 | Le retour de Cure Moonlight               | キュアムーンライト、 ついに復活ですっ!!                 | 26 septembre 2010            |
| 34 | Le super pouvoir                          | すごいパワーです！ キュアムーンライト!!                 | 3 octobre 2010               |
| 35 | La fête de l'école                        | ワクワク学園祭！ ファッション部はバタバタです!!         | 10 octobre 2010              |
| 36 | Sous les projecteurs                      | みんなが主役！ 私たちのステージです!!                   | 17 octobre 2010              |
| 37 | Les Pretty Cures de l'ombre               | 強くなります！ 試練はプリキュア対プリキュア!!           | 24 octobre 2010              |
| 38 | L'évolution fantastique                   | プリキュア、 スーパーシルエットに変身ですっ!!           | 31 octobre 2010              |
| 39 | Erika panique!                            | えりかピンチ！ マリンタクトが奪われました!!             | 14 novembre 2010             |
| 40 | Au revoir, Sasorina                       | さよならサソリーナ… 砂漠にも咲くこころの花です!!        | 21 novembre 2010             |
| 41 | La transformation des fées?!              | 妖精が変身!? プリキュア劇団はじめました!!               | 28 novembre 2010             |
| 42 | La lettre d'amour                         | とまどいのゆりさん！ ラブレター見ちゃいました…          | 5 décembre 2010              |
| 43 | Une grande nouvelle                       | あたらしい家族！ 私、お姉さんになります!!               | 12 décembre 2010             |
| 44 | Le noël de Cure Flower                    | クリスマスの奇跡！ キュアフラワーに会えました!!         | 19 décembre 2010             |
| 45 | La revanche de Dune                       | もうダメです… 世界が砂漠になりました…                   | 26 décembre 2010             |
| 46 | On ne vous oubliera pas!                  | クモジャキー！コブラージャ！ あなたたちを忘れません!!   | 9 janvier 2011               |
| 47 | L'identité du professeur Sabāku           | 嘘だと言ってください！ サバーク博士の正体!!             | 16 janvier 2011              |
| 48 | La dernière transformation                | 地球のため！夢のため！ プリキュア最後の変身です!!       | 23 janvier 2011              |
| 49 | Un cœur pur                               | みんなの心をひとつに！ 私は最強のプリキュア!!           | 30 janvier 2011              |

## Films d'animation
Le film HeartCatch Pretty Cure! Le film : Mission défilé à Paris (ハートキャッチプリキュア! 花の都でファッションショー…ですか!?, HeartCatch PreCure!: Hana no miyako de Fasshonshō… desuka?) est sorti le 30 octobre 2010 au Japon. 
Le long métrage suit le voyage des Precures en France où elles rencontrent un mystérieux garçon nommé Olivier, qui est manipulé par l'énigmatique antagoniste, le baron Salamander ; ce dernier cherchant à détruire Paris. 
Toei Animation s'est éventuellement saisi du cadre parisien du long-métrage pour pouvoir proposer la franchise Pretty Cure au public français, notamment en organisant une projection en avant-première du film avec un doublage français, réalisé par Imagine sous la direction artistique d'Antoine Nouel, le 26 janvier 2011.
Les héroïnes apparaissent également dans la série de films crossovers, commençant par PreCure All-Stars DX2: Kibō no hikari☆Rainbow Jewel o mamore! (ja) (プリキュアオールスターズDX2 希望の光☆レインボージュエルを守れ!), sorti le 20 mars 2010, dans lequel Tsubomi et Erika se retrouvent aux côtés des autres Cures de Futari wa Pretty Cure, Pretty Cure Splash Star, Yes! Precure 5 GoGo! et Fresh Pretty Cure!, et doivent s'unir pour empêcher l'entité maléfique Bottom de récupérer ses pouvoirs d'origines qui tente de s'emparer du joyau mystique Rainbow Jewel.

## Réception
Au Japon, HeartCatch PreCure! est considérée comme la série la plus populaire de la franchise Pretty Cure, sur les sept séries qu'elle comptait ; elle est aussi reputée comme la plus sombre, avec certains tons reflétant le drame personnel entre chacun des personnages principaux et des méchants. La popularité de la série n'est pas uniquement cantonnée au public visé que sont les jeunes filles, elle compte également des adultes dont certains ont consacré un culte et faisant l'éloge de la série ; en 2010, HeartCatch PreCure! remporte même le Grand Prix des JAPAN OTAKU Awards, une remise de prix qui se décrit comme « un événement d'otaku, par des otaku, pour des otaku ». En outre, certaines séances nocturnes du long métrage étaient interdites aux moins de 18 ans.
La série remporte le Yoshihiko Umakoshi a également été récompensé pour ses créations en tant que meilleur character designer aux Tokyo Anime Awards lors de la Tokyo International Anime Fair de 2011.
Le film est nommé dans la catégorie pour enfants pour le « meilleur one-off, special ou téléfilm » (Best One-off, Special or TV Movie) des Kidscreen Awards, organisée par Kidscreen, une revue américaine spécialisée sur le divertissement pour enfants dans le monde.